# Юшков, Василий Ильич
Васи́лий Ильи́ч Юшко́в (20 января 1920, Кучко-Памаш, Царевококшайский уезд, Казанская губерния, РСФСР ― 24 апреля 2009, Йошкар-Ола, Марий Эл, Россия) ― марийский советский и российский деятель науки, учёный-экономист. Заведующий кафедрой политэкономии Марийского педагогического института имени Н. К. Крупской (1965―1998). Первый из мари доктор экономических наук (1978), профессор. Заслуженный деятель науки Марийской АССР (1980). Участник Великой Отечественной войны. Член ВКП(б).

## Биография
Родился 20 января 1920 года в д. Кучко-Памаш ныне Моркинского района Марий Эл в крестьянской семье.
В 1933 году закончил Кучко-Памашскую начальную школу, а затем три года обучался в семилетней школе д. Мари-Кужеры, после окончания школы в 1936 году поступает на рабфак Марийского педагогического института.  В 1939 году он становится студентом историко-филологического факультета Казанского государственного университета им. В. И. Ульянова-Ленина. 
В ноябре 1939 года призван в РККА, служил в 6 отдельной маскировочной роте в г. Дубно Ровенской области Украинской ССР. В марте 1941 года окончил полковую школу при 45 Отдельном инженерном полку Киевского Особого военного округа, затем был переведён на трехмесячные курсы по подготовке командиров взводов (младших лейтенантов), по окончании которых был назначен командиром отделения. Участник Великой Отечественной войны: командир взвода 3 гвардейского мотоинженерного батальона, гвардии старший сержант. В составе мотоинженерного батальона воевал на Юго-Западном, Сталинградском, 1 и 4 Украинских фронте, участвовал в Сталинградской битве, освобождении Киева, освобождении Праги и штурме Берлина. Демобилизовался из армии в июне 1946 года. Награждён орденами Отечественной войны I и II степени, Славы III степени и медалями, в том числе медалью «За отвагу».
В 1951 году окончил историко-филологический факультет Казанского государственного университета имени В. И. Ульянова-Ленина. 
В 1953―1965 годах ― преподаватель, доцент, в 1965―1998 годах ― заведующий кафедрой политэкономии Марийского педагогического института имени Н. К. Крупской и курсы по подготовке преподавателей вузов по общественным наукам.
В 1978 году стал первым доктором экономических наук из мари, профессор. 
В 1980 году ему присвоено почётное звание «Заслуженный деятель науки Марийской АССР». Награждён орденом «Знак Почёта», медалями, нагрудными знаками и Почётной грамотой Президиума Верховного Совета Марийской АССР.
Скончался 24 апреля 2009 года в Йошкар-Оле.

## Научно-педагогическая деятельность
В 1960 году защитил кандидатскую диссертацию на тему «Себестоимость колхозной продукции и пути ее снижения: на материалах колхозов Марийской АССР» в МГУ имени М. В. Ломоносова, в 1978 году ― докторскую диссертацию по теме «Закупочная цена и ее роль в создании условий расширенного воспроизводства в социалистическом сельском хозяйстве» в Ленинградском государственном университете. 
Является специалистом в области ценообразования сельскохозяйственной продукции.
Автор 6 монографий, 14 брошюр и тематических сборников.
Издал автобиографическую книгу «Жизнь в труде и борьбе» (1999), книгу воспоминаний «Великая Отечественная глазами солдата» (2000) и др. 
Был наставником многих известных экономистов и других деятелей науки Марий Эл: более 12 докторов наук, из них — 5 академиков, свыше 80 кандидатов наук и народного учителя СССР П. Е. Емельянова.
В своей педагогической деятельности много внимания уделял воспитательной и патриотической работе со студентами, регулярно выступал в студенческих аудиториях с воспоминаниями о Великой Отечественной войне, активно участвовал в торжественных мероприятиях, посвящённых Дню Победы. 

## Основные научные работы
Далее представлен список основных научных работ профессора В. И. Юшкова:
- Юшков, В. И. Себестоимость колхозной продукции и пути ее снижения: (На материалах колхозов Марийской АССР): Автореферат дис. на соискание ученой степени кандидата экономических наук / Моск. ордена Ленина и ордена Труд. Красного Знамени гос. ун-т им. М. В. Ломоносова. Экон. фак. ― Москва: [б. и.], 1960. ― 18 с.; 20 см.
- Юшков, В. И. Вопросы специализации сельского хозяйства Марийской АССР. ― Йошкар-Ола: Маркнигоиздат, 1964. ― 116 с.; 20 см.
- Юшков, В. И. Кризис мирового капитализма. ― Йошкар-Ола: Маркнигоиздат, 1968. ― 67 с.; 20 см.
- Юшков, В. И. Миграция сельского населения в Марийской АССР. ― Йошкар-Ола: Маркнигоиздат, 1971. ― 92 с.; 20 см.
- Юшков, В. И. Закупочная цена и ее роль в создании условий расширенного воспроизводства в социалистическом сельском хозяйстве: диссертация ... доктора экономических наук: 08.00.01. ― Ленинград, 1978. ― 444 с.
- Юшков, В. И. Закупочная цена и расширенное воспроизводство в сельском хозяйстве [монография]. ― М.: Экономика, 1980. ― 142 [1] с.
- Юшков, В. И. Себестоимость и хозрасчет в сельском хозяйстве. ― Йошкар-Ола: Марийское кн. изд-во, 1992. ― 126, [2] с.; 20 см.

## Звания и награды

### Трудовые
- Заслуженный деятель науки Марийской АССР (1980)[2]
- Отличник народного просвещения РСФСР[4]
- Орден «Знак Почёта» (1981)[2]
- Юбилейная медаль «За доблестный труд. В ознаменование 100-летия со дня рождения Владимира Ильича Ленина» (1970)[2]
- Медаль «Ветеран труда» (1985)[2]
- Нагрудный знак высшей школы СССР «За отличные успехи» (1980)[4]
- Нагрудный знак Всесоюзного общества «Знание» «За активную работу» (1985)[4]
- Почётная грамота Президиума Верховного Совета Марийской АССР (1970)[2]

### Боевые
- Орден Славы III степени (30.04.1944)[5]
- Орден Отечественной войны I степени (31.12.1943)[5]
- Орден Отечественной войны II степени (06.04.1985)[5]
- Медаль «За отвагу» (31.12.1942)[5]
- Медаль «За оборону Сталинграда» (22.12.1942)[4]
- Медаль «За победу над Германией в Великой Отечественной войне 1941—1945 гг.» (09.05.1945)[5]
- Медаль «За освобождение Праги» (1945)[4]
- Медаль «За взятие Берлина» (1945)[4]
- Медаль «За оборону Киева» (1960)[4]
- Медаль Жукова (1996)[4]

## Память
С 2010 года в Марийском государственном университете проводятся Юшковские чтения. 